# Moncassin
 Moncassin  là một xã thuộc tỉnh Gers trong vùng Occitanie miền nam nước Pháp.

## Geography
The Petite Baïse flows northward through the middle of the commune and forms parts of its northern border.